# NGC 91
NGC 91 (PGC 3325956, GC 41, GC 5097 eller NPD 68 22.9) är en stjärna belägen i södra delen av stjärnbilden Andromeda med en skenbar magnitud av 14,4. Stjärnan ligger sydväst om galaxen NGC 90. 

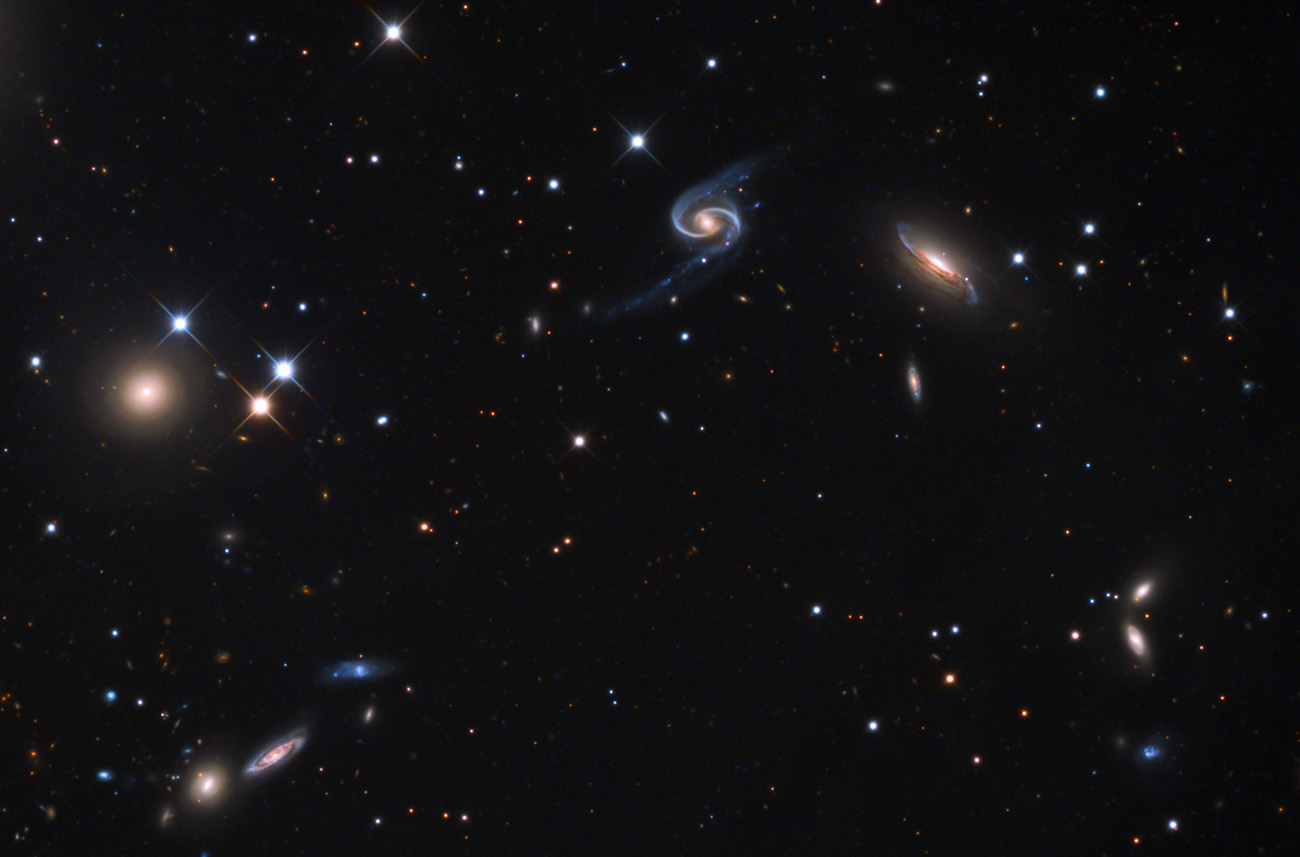
NGC 91:s läge (söder är uppåt)

Stjärnan upptäcktes 1866 av Herman Schultz, och det har funnits många diskussioner om huruvida den existerar eller inte. Människor har dock observerat stjärnan och bekräftat att den existerar.